# Эюпское кладбище
Эюпское кладбище (тур. Eyüp Mezarlığı) — историческое кладбище, расположенное в районе Эюп, в европейской части Стамбула (Турция).
Находится в ведении Главного управления фондов (тур. Vakıflar Genel Müdürlüğü), являясь одним из старейших и крупнейших мусульманских кладбищ в Стамбуле. На его территории находятся могилы османских султанов и их придворных, великих визирей, высокопоставленных религиозных деятелей, государственных служащих и военачальников, а также интеллектуалов, учёных, художников и поэтов.

## История
Эюпское кладбище было очень востребовано в османские времена, когда считалось очень почётным быть похороненным рядом с могилой Абу Айюба аль-Ансари (576-ок. 672 или 674), близкого соратника (сахабы) пророка Мухаммеда, погибшего во время арабской осады Константинополя, в то время бывшего столицей Византийской империи. Он хотел быть похороненным как можно ближе к городским стенам. После завоевания Константинополя турками-османами в 1453 году над его предполагаемой могилой была сооружена гробница, а в его честь была построена мечеть, ныне известная как мечеть Султана Эйюпа. С этого времени эта местность (современный район Эюп) стала сакральной, и многие выдающиеся османские деятели просили похоронить их в непосредственной близости от могилы Абу Айюба.
Эюпское кладбище располагается на западном берегу залива Золотой Рог, недалеко от исторических стен Константинополя и простирается до склона Карягды и далее до квартала Эдирнекапы. Дорожно-строительные работы и национализация земель в окрестностях Золотого Рога нанесли заметный ущерб захоронениям на кладбище. В 2005 году над кладбищем была протянута канатная дорога.
К наиболее необычным захоронениям на Эюпском кладбище относятся могилы османских палачей, осуществлявших публичные казни. Их не разрешали хоронить на общественных кладбищах, поэтому было организовано отдельное «Кладбище палачей» (тур. Cellat Mezarlığı), располагавшееся на холме Карягды рядом с Эюпским кладбищем. Палачей хоронили лишь на двух кладбищах Стамбула, и то тайно, ночью. Надгробия не содержали каких-либо имён и дат, чтобы избежать мести со стороны родственников казнённых. До нынешних времён сохранилось лишь несколько подобных захоронений палачей.

## Преступность
Ноябрьским вечером 1994 года на 45-летнюю австрийскую профессоршу было произведено нападение, когда она шла через кладбище, спускаясь с холма, где отдыхала в кофейне «Пьер Лоти». Жертва была убита и ограблена. Преступником оказался 17-летний автомобильный красильщик.
Ранним утром 25 августа 2001 года известный турецко-еврейский бизнесмен и соучредитель конгломерата «Alarko Holding» Узейир Гарих был найден мёртвым кладбищенскими сторожами рядом с могилой маршала и премьер-министра Турции Мустафы Февзи Чакмака, которую, по некоторым данным, он посещал каждые две недели. Он получил 10 ножевых ранений, из которых семь были смертельными. Полиция арестовала подозреваемого через два часа, который признался в преступлении, добавив, что совершил убийство с целью ограбления. Однако, 10 дней спустя был пойман настоящий убийца, укравший деньги и мобильный телефон Гариха.
Вскоре после расследования убийства 2001 года комиссар прокуратуры района Эюп был вынужден признать, что Эюпское кладбище по недосмотру стало прибежищем для занимающихся проституцией и употреблением наркотиков. Констатировалось, что после убийства 1994 года на пути к кафетерию на вершине холма, который часто посещают туристы, эти места никаким образом не контролировались полицией.

## Могилы известных людей
- Хидр-бей (1407—1459), ханафи-матуридский учёный и поэт
- Мехмед V (1844—1918), 35-й османский султан[4]
- Мехмед Сабахаттин (1878—1948), политический деятель и социолог[10]
- Хусейн Градашчевич (1802—1834), боснийский военачальник, восставший против Османской империи
- Хаджи Ариф-бей (1831—1885), османский классический композитор[4]
- Ахмет Хашим (1884?—1933), поэт[4]
- Кючюк Мехмед Саид-паша (1830—1914), политический деятель и редактор газеты Jerid-i-Havadis[4]
- Шекер Ахмед-паша (1841—1907), художник, военный и государственный служащий[4]
- Мустафа Февзи Чакмак, (1876—1950), военный и политический деятель[11]
- Садеттин Хепер (1899—1980), суфийский (мевлеви) композитор[4]
- Хюсейн Хильми Ишик (1911—2001), исламский богослов
- Неджип Фазыл Кысакюрек (1904—1983), поэт, писатель, драматург, философ и активист
- Энвер Орен (1939—2013), бизнесмен и основатель «İhlas Holding»[12]
- Мурат Озтюрк (1953—2013), профессиональный пилот высшего пилотажа[13]
- Ахмад Аммар Ахмад Азам (1993—2013), первый малаец, похороненный на Эюпском кладбище и прозванный турками «нашим мучеником» (тур. Şehıdımız).
- Махфируз Хадидже-султан (1590—1610 или 1620), наложница османского султана Ахмеда I (носила титул хасеки) и мать султана Османа II
- Махмуд Эсад Джошан (1938—2001), турецкий учёный, проповедник, профессор ислама и лидер ордена Накшбандия.